# NGC 2056
NGC 2056 ist ein Offener Sternhaufen in der Großen Magellanschen Wolke im Sternbild Tafelberg. Der Sternhaufen wurde am 23. Dezember 1834 von dem Astronomen John Herschel mit einem 48-cm-Teleskop entdeckt.